# Komitat Felső-Fehér

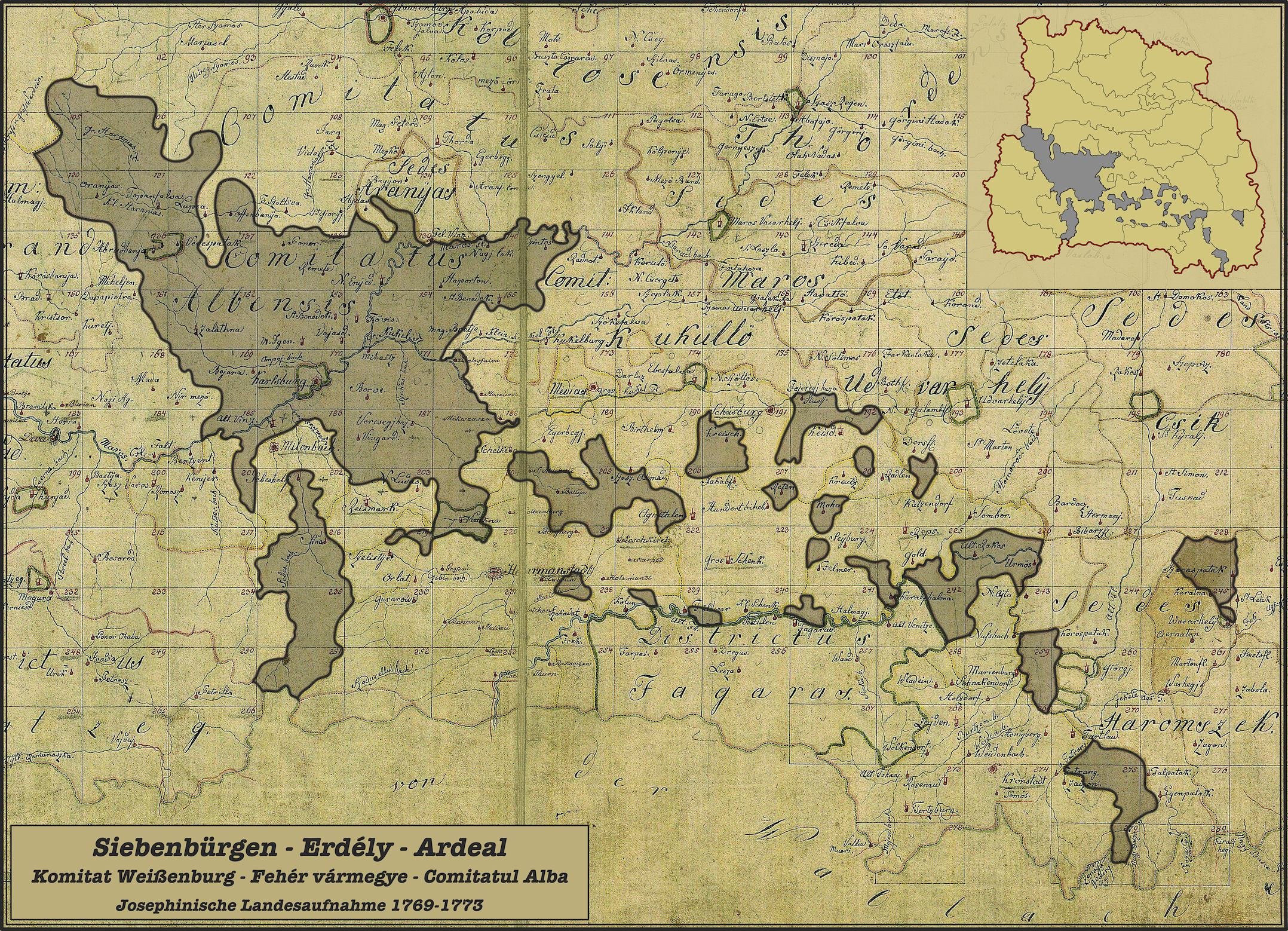
Das Komitat Fehér auf einer Karte Siebenbürgens. Es wurde später in die Komitate Alsó-Feher (großes zusammenhängendes Gebiet) und Felső-Fehér (zahlreiche kleinere Gebiete) aufgeteilt.

Das Komitat Felső-Fehér (auch Komitat Oberweißenburg, ungarisch Felső-Fehér vármegye) war eine Verwaltungseinheit im Königreich Ungarn und im Großfürstentum Siebenbürgen. Es bestand aus vielen Exklaven und wurde 1876 im Zuge der Komitatsreform in die Komitate Háromszék, Szeben, Fogaras und Nagyküküllő eingegliedert. Verwaltungssitz war Erzsébetváros (dt. Elisabethstadt, rum. Dumbrăveni).

## Beschreibung
Das Komitat entstand 1765 als das Komitat Fehér in die Komitate Felső-Fehér und Alsó-Feher aufgeteilt wurde. Es erstreckte sich auf 1733,6 km² und setzte sich aus 19 nicht zusammenhängenden Gebieten (Exklaven) zusammen. Es hatte 1870 58.077 Einwohner und wurde durch eine Verwaltungsreform 1876 in nebenliegende Komitate einverleibt.